# Банглапедія
Банглапедія або Національна енциклопедія Бангладеш — перша бангладеська енциклопедія. Банглапедія написана двома мовами — бенгалі й англійською. Друкована версія займає близько 500 сторінок.

## Опис
Перше видання вийшло у січні 2003 року в Азійському товаристві Бангладеш.
Банглапедія охоплює лише тематику, безпосередньо пов'язану з Бангладеш. При цьому до Бангладеш належать історичні території східної Індії — Суба Бангла, Шахі Бангалах, Мугал Суба Бангла, Бенгальське президентство, Бенгалія, Східна Бенгалія, Східний Пакистан.
Головний редактор Банглапедії — Сіраджул Іслам. Над статтями працюють близько 1200 авторів і спеціалістів. Банглапедія включає понад 5700 статей за шістьома категоріями: мистецтво й гуманітарні науки, історія та спадщина, держава й уряд, суспільство й економіка, природничі науки та біологічні науки, понад 2000 ілюстрацій і 2100 посилань.
Проект створено за підтримки уряду країни, приватних організацій та академічних інститутів, а також ЮНЕСКО.